# Caldiero
Caldiero (velenceiül Caldiér) település Olaszországban, Veneto régióban, Verona megyében. Lakosainak száma 7924 fő (2023. január 1.). Caldiero Belfiore, Colognola ai Colli, Lavagno, San Martino Buon Albergo és Zevio községekkel határos.

## Népesség
A település népességének változása:
| Lakosok száma | 7826 | 7905 | 7924 |
|               | 2017 | 2018 | 2023 |